# 圣法伊特阿姆福高
圣法伊特阿姆福高（德語：Sankt Veit am Vogau）是奥地利施泰尔马克州莱布尼茨县的一个旧市镇。总面积25.9平方公里，总人口1844人，人口密度71.2人/平方公里（2005年）。2015年，圣法伊特阿姆福高与邻近的2个市镇合并为新市镇南施泰尔马克地区圣法伊特。